# 小森光太郎
小森 光太郎（こもり こうたろう、1988年11月5日 - ）は、日本の元ラグビー選手。

## プロフィール
- 長崎県出身[1]。
- 現役時代のポジションはスクラムハーフ(SH)。
- 身長 165cm、体重 75kg
- ニックネームはこーたろー。

## 略歴
4歳からラグビーを始めた。
2007年、長崎北陽台高校卒業後、同志社大学に入る。
2011年、同志社大学卒業後、九州電力キューデンヴォルテクスに加入。同年9月10日に行われたトップキュウシュウA第1節の三菱重工長崎戦に先発出場で公式戦初出場を果たした。
2023年、現役を引退した。